# معركة نهر لابلاتا

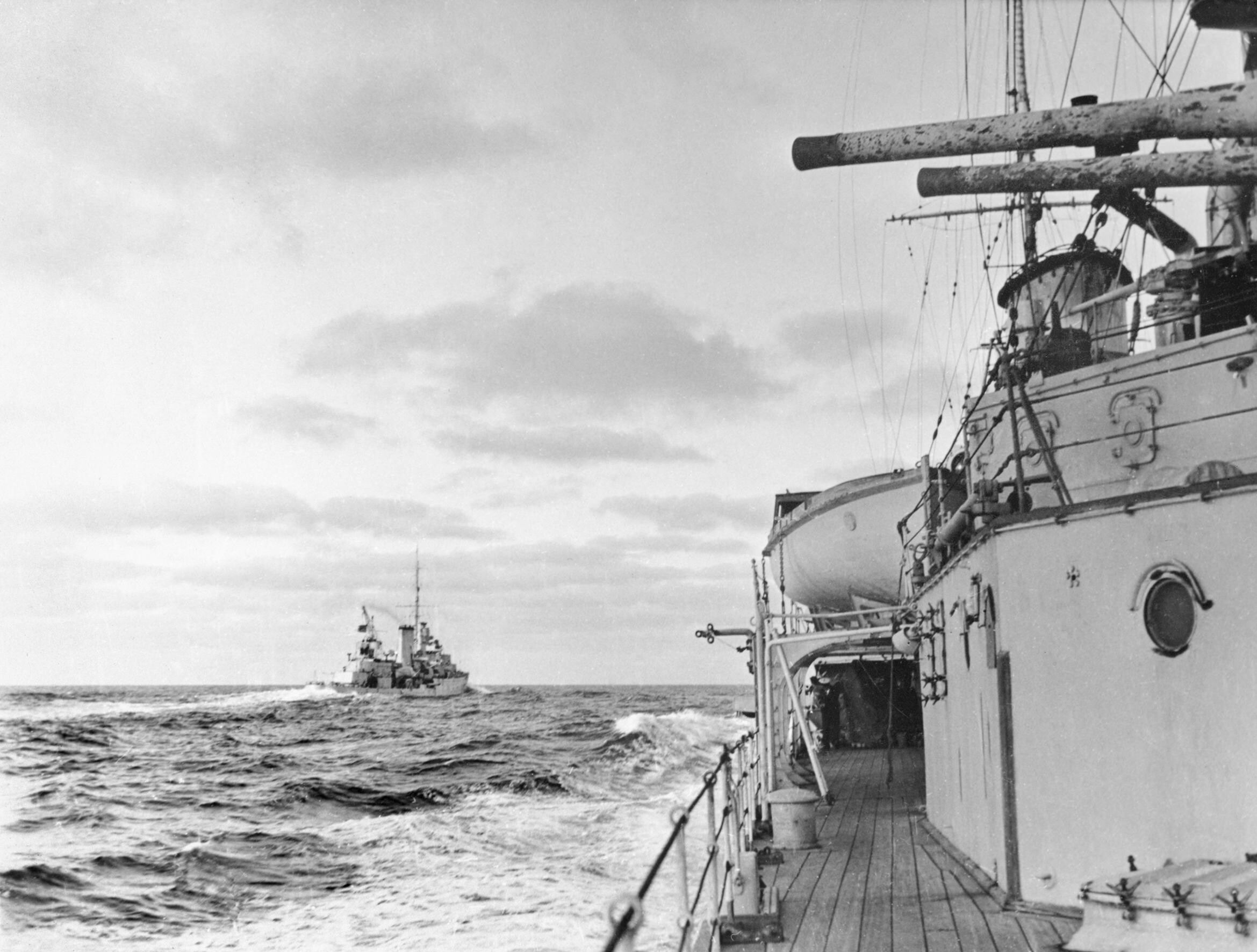
صورة من على ظهر الطراد أجاكس، يظهر في خلفيتها الطراد أكيلس أثناء معركة نهر لابلاتا

معركة نهر لابلاتا (بالإنجليزية: Battle of the River Plate)‏ هي أول معركة بحرية في الحرب العالمية الثانية، والحلقة الوحيدة من حلقات الحرب التي دارت أحداثها في أمريكا الجنوبية. حيث دأبت السفينة الحربية الألمانية أدميرال غراف شبي (بالألمانية: Admiral Graf Spee)‏ على مهاجمة السفن التجارية التابعة لدول الحلفاء منذ اندلاع الحرب في سبتمبر 1939. وقد أرسلت عدة مجموعات مطاردة بحرية للبحث عن «غراف شبي». وفي 13 ديسمبر 1939 استطاعت إحدى هذه المجموعات (وتتكون من ثلاثة طرادات تابعة للبحرية الملكية البريطانية) العثور على طريدتها والاشتباك معها قبالة مصب نهر لابلاتا قرب سواحل الأرجنتين والأوروغواي في أمريكا الجنوبية.
أصيب الطراد البريطاني إكستر إصابات بالغة أثناء المعركة أجبرت طاقمه على الخروج به من القتال، أما الطرادين أجاكس وأكيلس فقد أصيبا بإصابات متوسطة. في حين أصيبت السفينة «غراف شبي» إصابات غير بالغة ولكنها كانت كفيلة بتعطيل نظام الوقود الخاص بها. وقد تتبع الطرادان أجاكس وأكيلس السفينة الألمانية حتى دخلت ميناء مونتفيديو (عاصمة دولة أوروغواي المحايدة) لإجراء إصلاحات عاجلة. وبعد أن أبلغت السلطات قائد السفينة الألمانية هانس لانغسدورف بأنه لا يستطيع أن يمكث في الميناء أكثر من 72 ساعة، قام بإغراق سفينته في 17 ديسمبر تجنبًا لمجابهة ما تصور أنه قوة بحرية بريطانية كاسحة سوف يواجهها عند خروجه من الميناء، وتجنبًا لخسارة الأرواح في مواجهة محسومة النتيجة مسبقًا، وهو القرار الي قيل إنه أغضب هتلر.

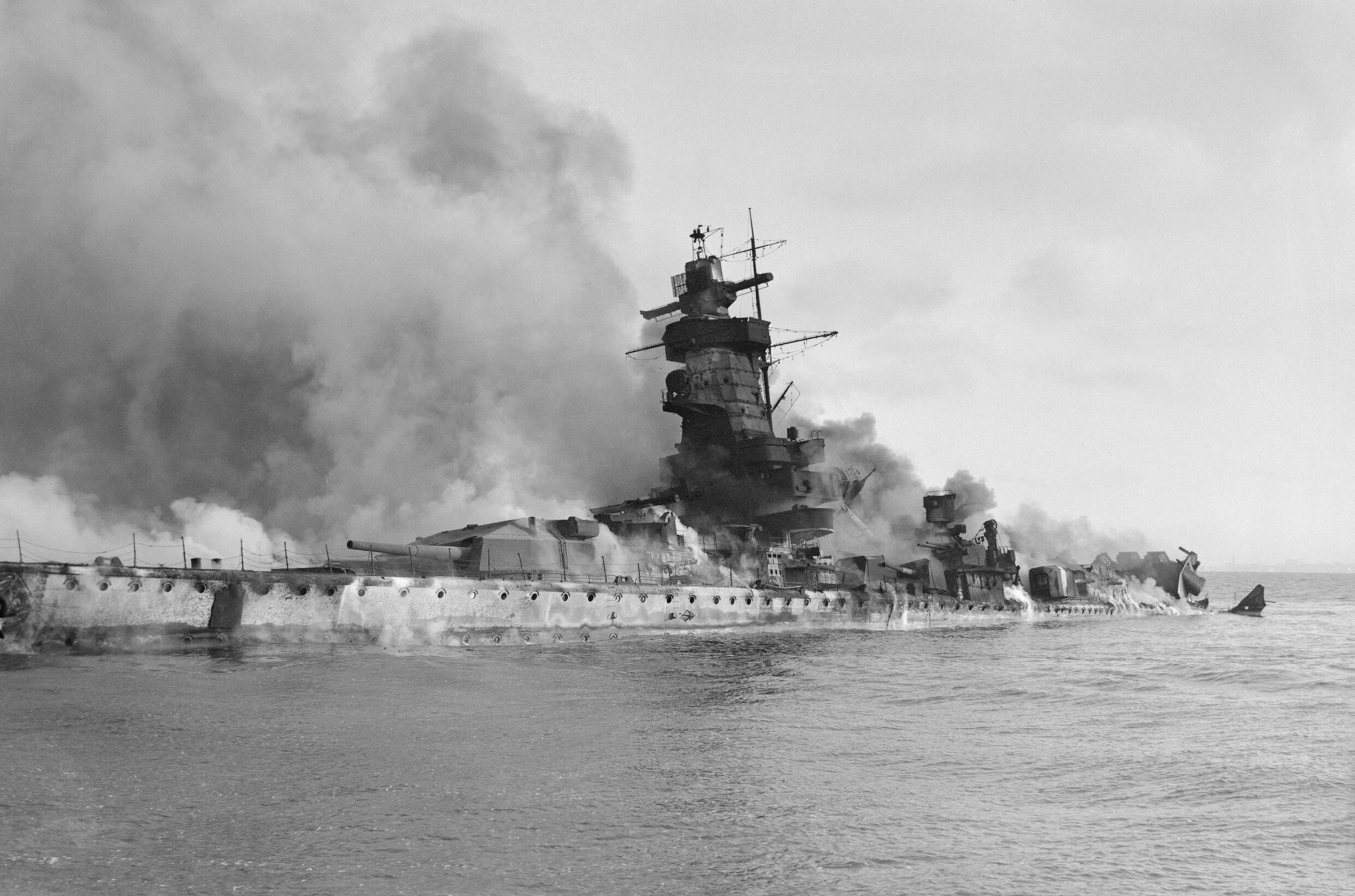
النيران تلتهم السفينة الألمانية "أدميرال غراف شبي" بعد قرار قائدها بإغراقها في مصب نهر لابلاتا

بعد إغراق «أدميرال غراف شبي»، أُخذ أفراد طاقمها إلى العاصمة الأرجنينية بوينس أيرس، حيث انتحر الكابتن لانغسدورف في 19 ديسمبر، ليدفن في بوينس أيرس بعد جنازة عسكرية حضرها العديد من الضباط البريطانيين.